# Charles Spurgeon

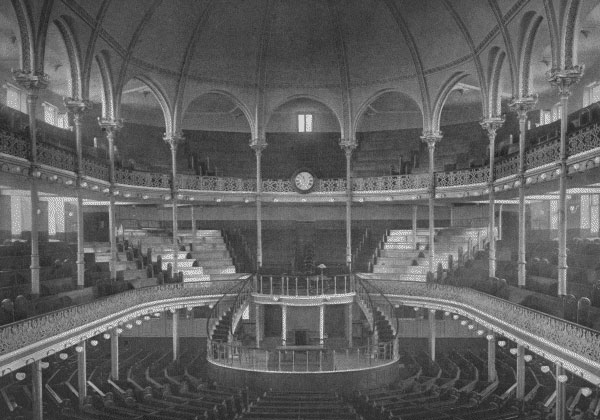
Interieur van de Metropolitan Tabernacle, 5.500 zitplaatsen

Charles Haddon Spurgeon (Kelvedon (Essex), 19 juni 1834 - Menton, Frankrijk, 31 januari 1892) was een Engelse baptistenpredikant in de puriteinse traditie in het 19e-eeuwse Engeland. Hij wordt wel de 'prins der predikers' genoemd. Belangrijke onderwerpen uit zijn prediking waren de vergeving van zonden en de noodzaak van wedergeboorte. Ook schreef hij vele christelijke boeken en liederen.

## Biografie
Spurgeon werd geboren op 19 juni 1834 te Kelvedon in Essex. Het gezin waarin Spurgeon werd geboren, bestond uit zeventien kinderen, van wie negen kinderen vroeg zijn overleden. Charles en James waren de enige jongens en beiden werden zij later predikant. Vader John Spurgeon, was eveneens predikant. Hij diende een kleine congregationalistische gemeente.
Op 16-jarige leeftijd liet Spurgeon zich onder invloed van methodisten door onderdompeling in een rivier dopen. Hij nam in de Vergadering, waar zijn vader de leiding had, deel aan het Heilig Avondmaal. Toch voelde hij zich aangetrokken tot de baptisten en werd in een kleine gemeente predikant. In 1853 neemt Spurgeon op bijna 20-jarige leeftijd een beroep aan naar Londen. Spurgeon kon uitstekend en boeiend preken. Elke zondag zaten in Zuid-Londen waar hij predikant was, duizenden mensen onder zijn gehoor. Al spoedig was de bestaande kerk te klein en moest worden uitgeweken naar een concertzaal. De gemeente was destijds de grootste ter wereld. Bij een bidstond in het Crystal Palace zaten eens 23.500 onder zijn gehoor. Een groot aantal van zijn preken werd in de week nadat ze waren uitgesproken gedrukt. Later werden ze ook vertaald en in verscheidene talen over de hele wereld verspreid.

De kerk waarin Spurgeon jaren heeft gepreekt (de Metropolitan Tabernacle) bevindt zich in Londen vlak bij het metrostation Elephant & Castle. Nog steeds komt een gemeente samen in de puriteinse traditie.
Spurgeon stichtte diverse weeshuizen en nog steeds bestaat maatschappelijk werk voor kinderen dat zijn naam draagt. Ook richtte hij een predikantenopleiding op die na zijn dood zijn naam kreeg, namelijk Spurgeon's College.
Spurgeon, die aan het eind van zijn leven een slechte gezondheid had en daarom vaak in Zuid-Frankrijk verbleef, overleed daar op 57-jarige leeftijd.

## Spurgeons bezoek aan Nederland
Ook Nederland kende vele bewonderaars van Spurgeon. De predikant bezocht Nederland in 1863. Van woensdag 22 april tot en met woensdag 29 april was hij hier op uitnodiging van enkele predikanten. Spurgeon preekte donderdag in de Willemskerk in Den Haag, die afgeladen vol zat. Vrijdag bezocht hij Leiden, waar hij preekte in de Pieterskerk. Verder preekte hij te Amsterdam en Utrecht. Van deze buitenlandse reis werd niet alleen in Nederlandse kranten verslag gedaan, ook Engelse journalisten reisden mee. Spurgeon zelf liet terug in Londen weten dat hij in Nederland met veel vrijmoedigheid mocht preken en Gods Woord met kracht mocht uitspreken. De reis droeg bij aan de populariteit van Spurgeon in Nederland. Veel van zijn boeken werden ook in het Nederlands vertaald, en worden tot op vandaag heruitgegeven. Ze worden vanwege hun calvinistische inslag graag gelezen door bevindelijk gereformeerden. Na het Engels zijn in het Nederlands de meeste (her)drukken verschenen van zijn boeken en geschriften.

## Preken
Spurgeon heeft veel preken gehouden over uiteenlopende onderwerpen. Veel van zijn preken zijn uitgegeven op schrift. Zijn preken kenmerken zich onder andere door een letterlijke interpretatie van de Bijbel. Volgens Spurgeon was het christelijke geloof het enige ware geloof en was eeuwig leven alleen mogelijk door Jezus Christus.